# Щекатурово
Щекатурово — деревня в Тасеевском районе Красноярского края. Входит в состав Тасеевского сельсовета.

## География
Деревня находится в восточной части края, в пределах Среднесибирского плоскогорья, в подтаёжно-лесостепном районе лесостепной зоны, на правом берегу реки Плотбинки, на расстоянии приблизительно 7 километров (по прямой) к востоку-юго-востоку (ESE) от Тасеева, административного центра района. Абсолютная высота — 202 метра над уровнем моря.
Климат
Климат характеризуется как резко континентальный, с продолжительной морозной зимой и коротким тёплым летом. Средняя температура воздуха самого тёплого месяца (июля) составляет 17,7 °C (абсолютный максимум — 38 °C); самого холодного (января) — −23 °C (абсолютный минимум — −57 °C). Продолжительность безморозного периода составляет в среднем 60 дней. Среднегодовое количество атмосферных осадков составляет 392—401 мм, из которых большая часть выпадает в тёплый период.

## История
Основана в 1893 году. По данным 1926 года в посёлке Щекатуровском имелось 144 хозяйства и проживало 744 человека (372 мужчины и 372 женщины). В национальном составе населения того периода преобладали русские. Действовала школа I ступени. В административном отношении являлся центром Щекатуровского сельсовета Тасеевского района Канского округа Сибирского края.

## Население
| 2010 |
| ---- |
| 46   |

Половой состав
По данным Всероссийской переписи населения 2010 года в гендерной структуре населения мужчины составляли 54,3 %, женщины — соответственно 45,7 %.
Национальный состав
Согласно результатам переписи 2002 года, в национальной структуре населения русские составляли 86 % из 99 чел.